# Aestabdella abditovesiculata
Aestabdella abditovesiculata är en ringmaskart som först beskrevs av Moore 1952.  Aestabdella abditovesiculata ingår i släktet Aestabdella och familjen fiskiglar. Inga underarter finns listade i Catalogue of Life.